# Rolepa
Rolepa é um gênero de mariposa pertencente à família Bombycidae.